# Jose Feria
Jose Y. Feria (Pasay City, 11 januari 1917 – Makati City, 8 mei 2008) was een Filipijns rechter. Feria was in 1986 en 1987, net als zijn vader Felicisimo Feria voor hem in de jaren 40 en 50, rechter van het Filipijnse hooggerechtshof.

## Biografie
Feria volgde een opleiding Handel aan het De La Salle College in Manilla. Na het behalen van het diploma in 1936 studeerde hij rechten aan de University of Santo Tomas. Zijn Bachelor-diploma behaalde hij in 1940. Na zijn afstuderen ging Feria werken bij de faculteit rechten van deze universiteit. Hij schreef onder andere diverse studieboeken over procesrecht. Ook gaf hij les aan het Instituto de Derecho Processal van het Colegio de Abogados in Madrid.
In 1960 werd Jose Feria gekozen als raadslid van Makati. In 1971 werd Feria was gekozen als afgevaardigde voor de Constitutionele Conventie als afgevaardigde van het eerste kiesdistrict van Rizal. Van 1978 tot 1980 was hij president van de Philippine Bar Association (Filipijnse balie). In 1979 werd Feria benoemd als decaan van de rechtenfaculteit van de University of Santo Tomas. Deze functie zou hij tot 1985 blijven vervullen.
Op 7 april 1986 werd Feria door president Corazon Aquino benoemd als rechter van het Filipijnse hooggerechtshof. Een jaar later bereikte hij de pensioengerechtigde leeftijd voor die functie en trad hij af. Na zijn terugtreden ging Feria weer als advocaat aan de slag.
Jose Feria overleed op 91-jarige leeftijd na een slepende ziekte in het Makati Medical Center.
Feria was getrouwd met Concepcion Arguelles en had vier kinderen.